# Тигр в полиции
«Тигр в полиции» (кит. 老虎出更, англ. Tiger on Beat) — гонконгская кинокомедия 1988 года режиссёра Лю Цзяляна. В главных ролях снялись Чоу Юньфат и Конан Ли, сыгравшие команду полицейских, которые сначала ненавидят друг друга, но со временем преодолевают разногласия и начинают работать совместно.
Вслед за фильмом вышел не относящийся к нему сиквел Тигр в полиции 2 (1990), где сыграл Дэнни Ли в главной роли и вернувшийся Конан Ли во второстепенной.

## Сюжет
Фрэнсис Лэй по прозвищу Тигр — сержант полиции. Он очень труслив, о чём знают все полицейские его участка, но его дядя — начальник участка, поэтому Тигр продолжает работать. Однажды мелкий грабитель берёт его в заложники при ограблении кафе. Там Тигр знакомится со своим новым напарником — Майклом Чхоу, молодым полицейским, который горит желанием совершать подвиги. Им решают поручить важную операцию по ликвидации банды наркоторговцев, так как в случае удачи возможно Тигр получит повышение, а в случае неудачи вину можно списать на напарника.

## В ролях
- Чоу Юньфат — Фрэнсис Лэй
- Нина Ли Чи — Мари-Донна
- Конан Ли — Майкл Чхоу
- Норман Чхёй[кит.] — Джонни Ло
- Гордон Лю[кит.] — Лау Фай
- Ширли Нг — Мими, сестра Фрэнсиса Лэя
- Филлип Ко — Ядовитый Змей Пин
- Ти Лун — Лун
- Лидия Сам[кит.] — сотрудник отдела магазина
- Дэвид Цзян — инспектор полиции
- Джеймс Вон Чим[кит.] — инспектор полиции Пат Маньчим
- Син Фуйонь[кит.] — тупица

## Награды и номинации
- 8-я Гонконгская кинопремия (1988):
  - Лучшая постановка экшена (номинаця)[2][3][4][5]